# Westener und Platzer Siefen
Das Naturschutzgebiet Westener und Platzer Siefen liegt auf dem Gebiet der kreisfreien Stadt Remscheid in Nordrhein-Westfalen. Die unter Naturschutz stehende Fläche liegt nordwestlich der Kernstadt von Remscheid, nördlich der Siedlung Platz, die zum Stadtteil Hasten gehört. Im Süden wird das Gebiet durch die Morsbachtalstraße begrenzt, im Norden durch die Verbindungsstraße Grunder Schulweg / Westen. Südlich dieser Straße liegen die Quellgebiete des Westener und Platzer Siepens, die mit ihren Kerbtälern unter Naturschutz stehen.

## Bedeutung
Das Naturschutzgebiet Westener und Platzer Siefen ist seit dem 16. Juli 2001 per Verordnung der Bezirksregierung rechtskräftig. Es weist eine Größe von 10,83 ha auf und wird unter der  Bezeichnung RS-013 geführt.
Die Schutzausweisung erfolgt zum Erhalt und zur Förderung der naturnahen Bachläufe und Gehölzbestände. Sie dient der Sicherung der tief eingeschnittenen, strukturreichen Bachläufe in Verbindung mit überwiegend naturnah bewaldeten Hängen als Lebensgrundlage für Pflanzen und Tiere. Der Erhalt der Biotopfunktion sowie die Sicherung der Funktionsfähigkeit des Naturhaushaltes des Bachökosystems und die Vermeidung von Beeinträchtigungen der hochgradig schutzwürdigen Biotopstrukturen sind weitere Gründe der Schutzausweisung. Die extrem steilen Siefentäler zeichnen sich durch ihre besondere Eigenart und Schönheit aus.
Insbesondere die folgenden Strukturen und Lebensräume sind zu erhalten und zu schützen: Kerbtäler mit kleinen Seitensiepen beziehungsweise Quellzuflüssen, naturnahes Gewässerbett, exponierte Magerwiese und -brache, natürliche Bachmäander mit ausgeprägten Steil- und Flachuferbereichen, bachbegleitende Erlenbruchwaldrelikte, ausgedehnte Quellfluren sowie naturnahe Laubwaldbestände mit eingestreuten Althölzern.

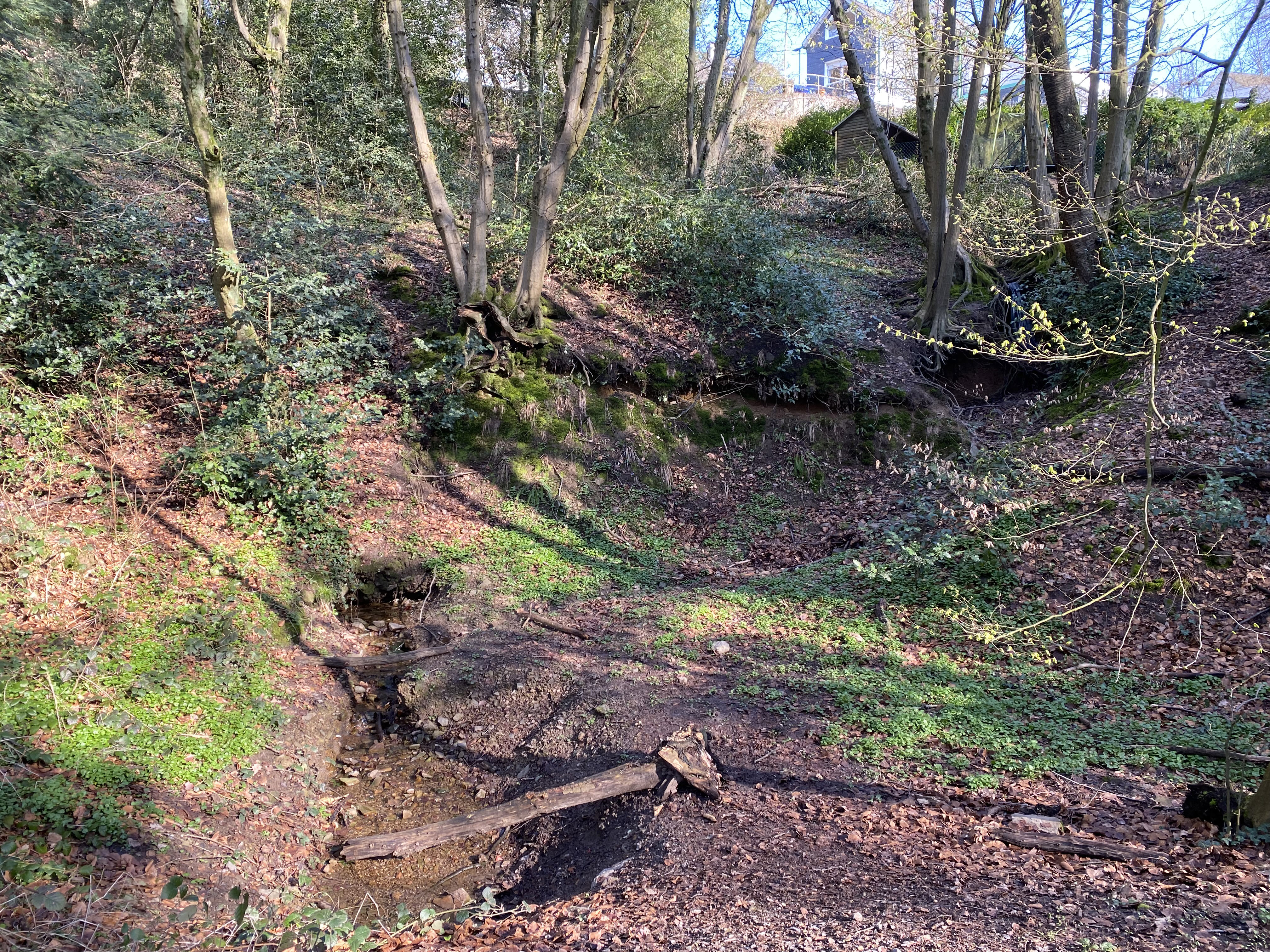
Quelle Westener Siepen
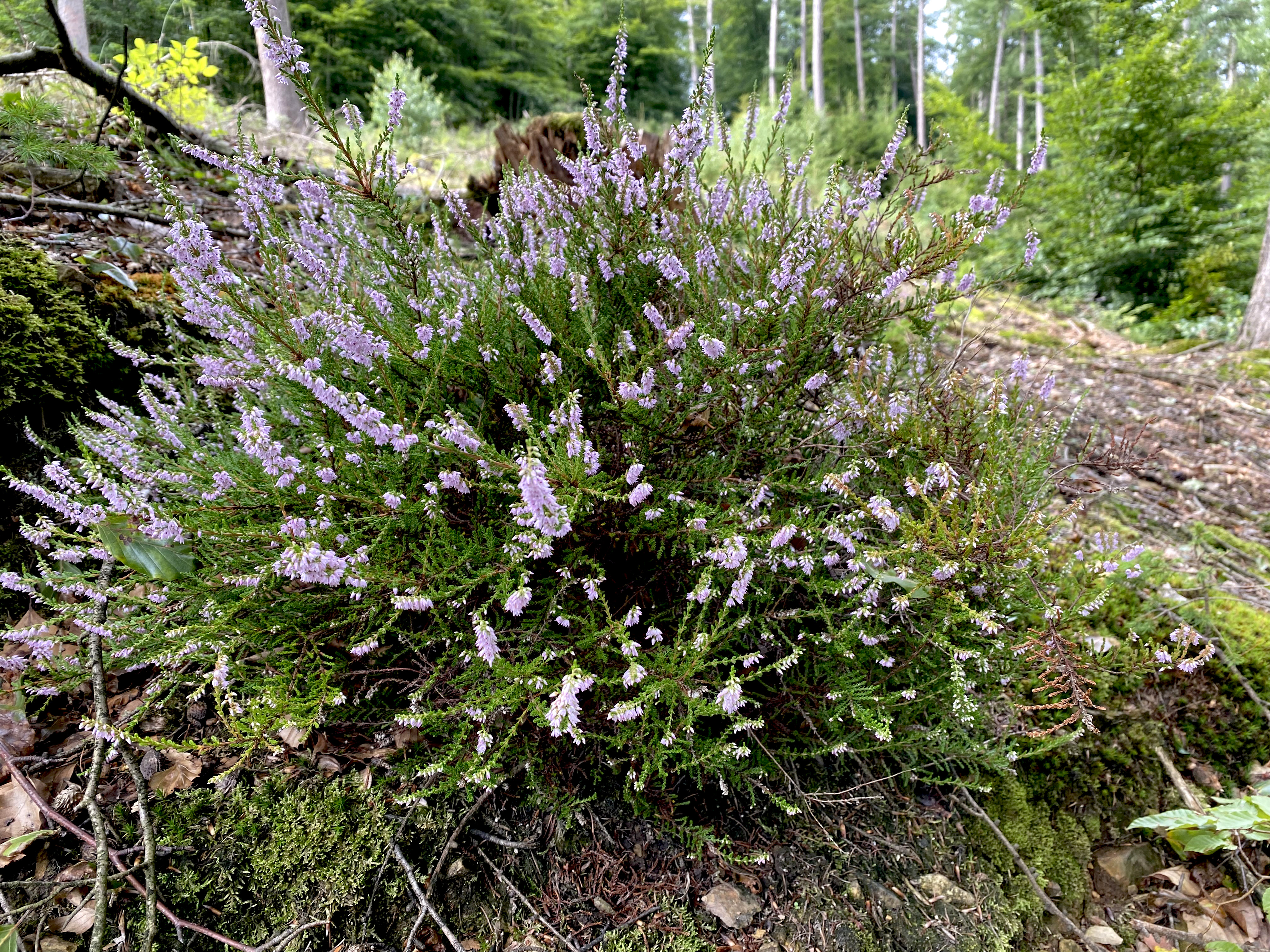
Heidekraut (Calluna vulgaris)
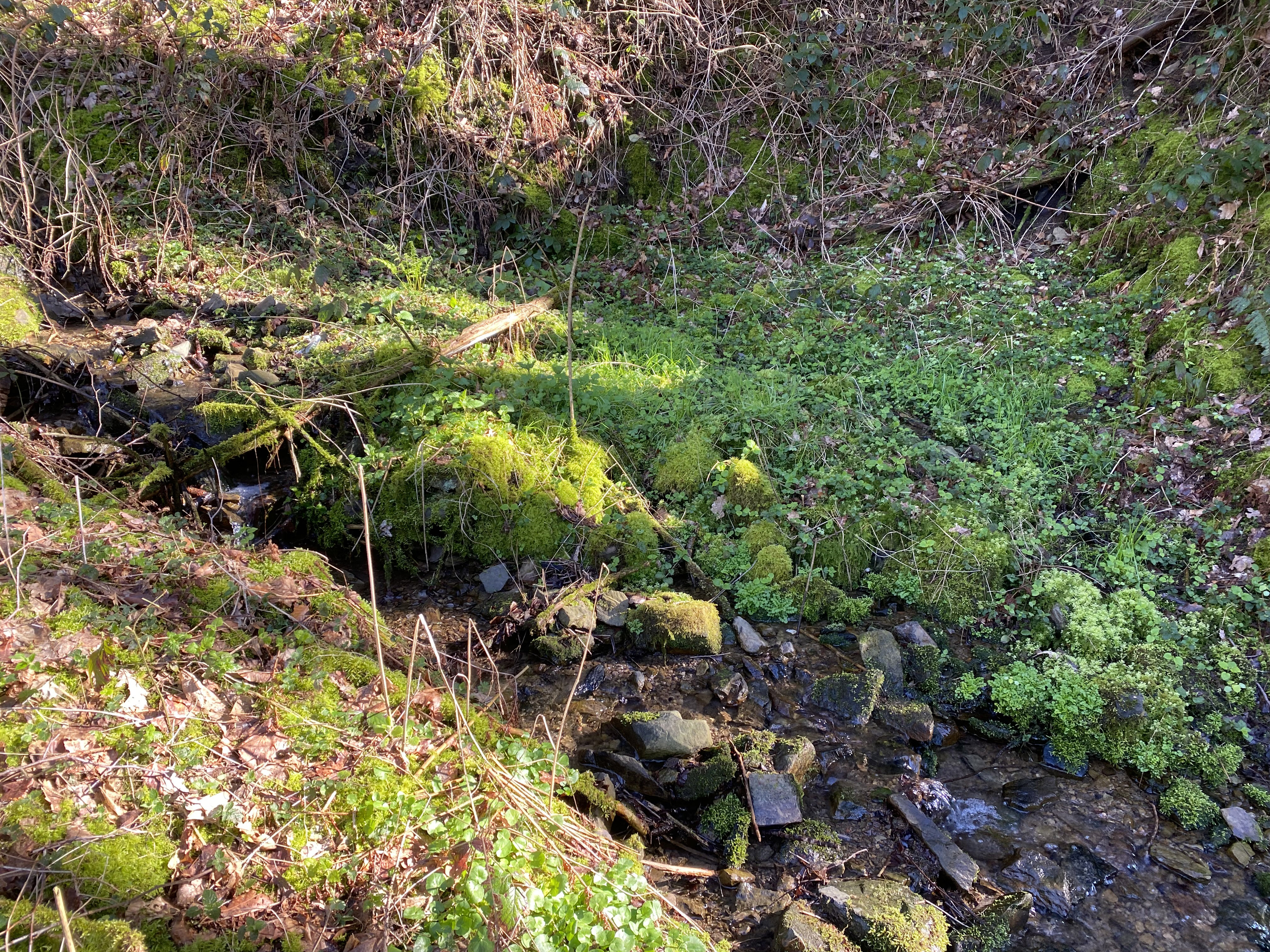
Bachbett Westener Siepen
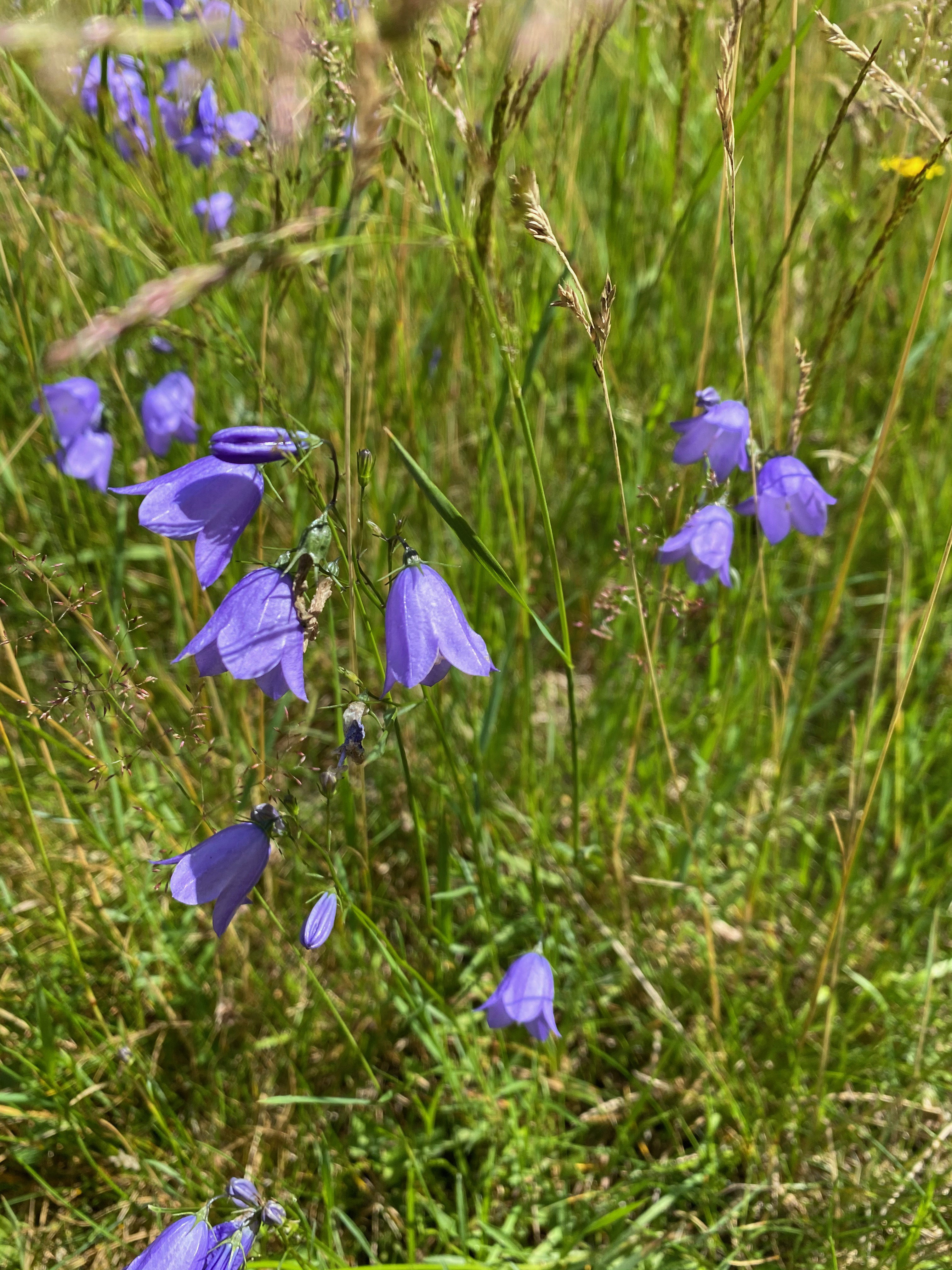
Rundblättrige Glockenblume (Campanula rotundifolia)
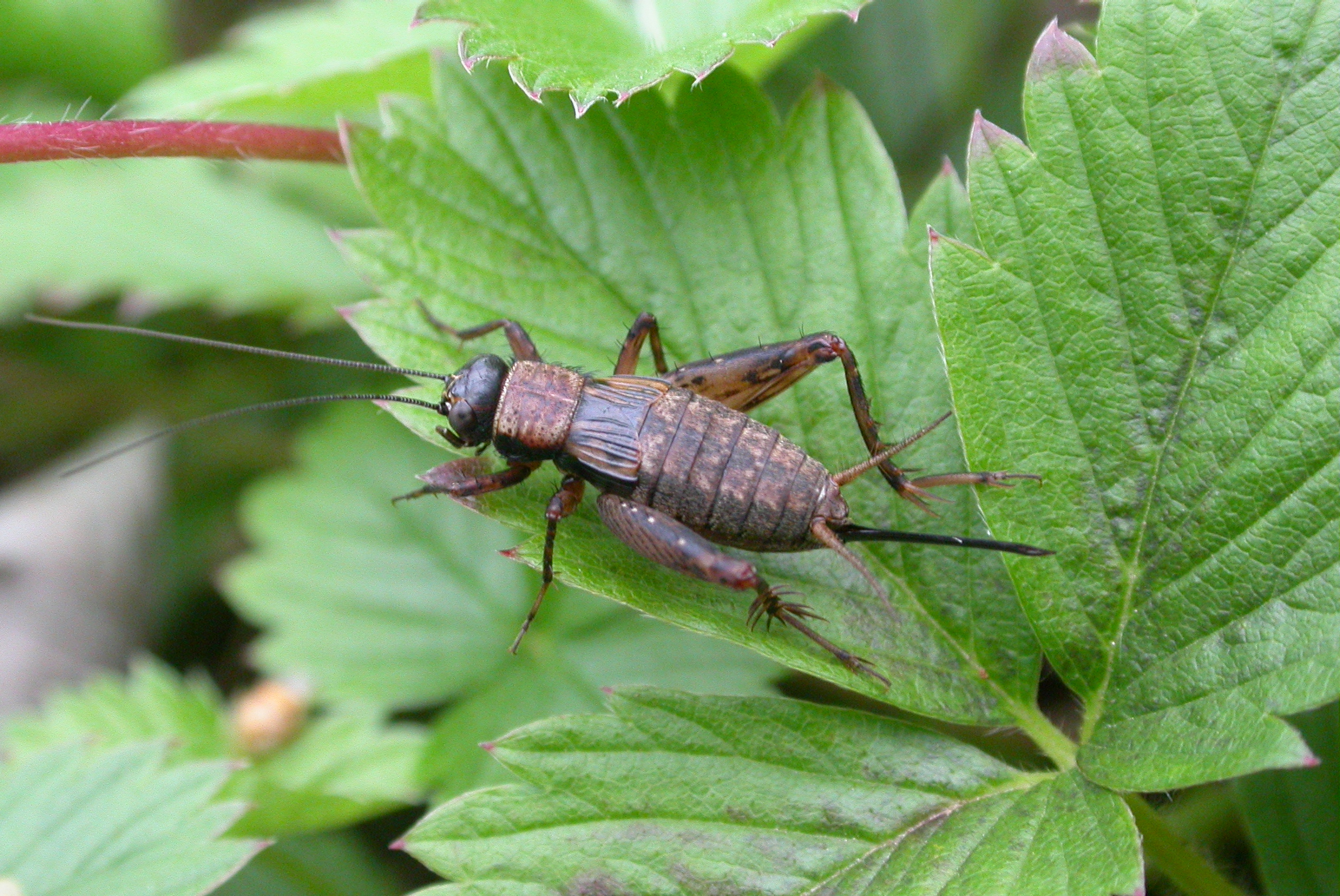
Waldgrille (Nemobius sylvestris)
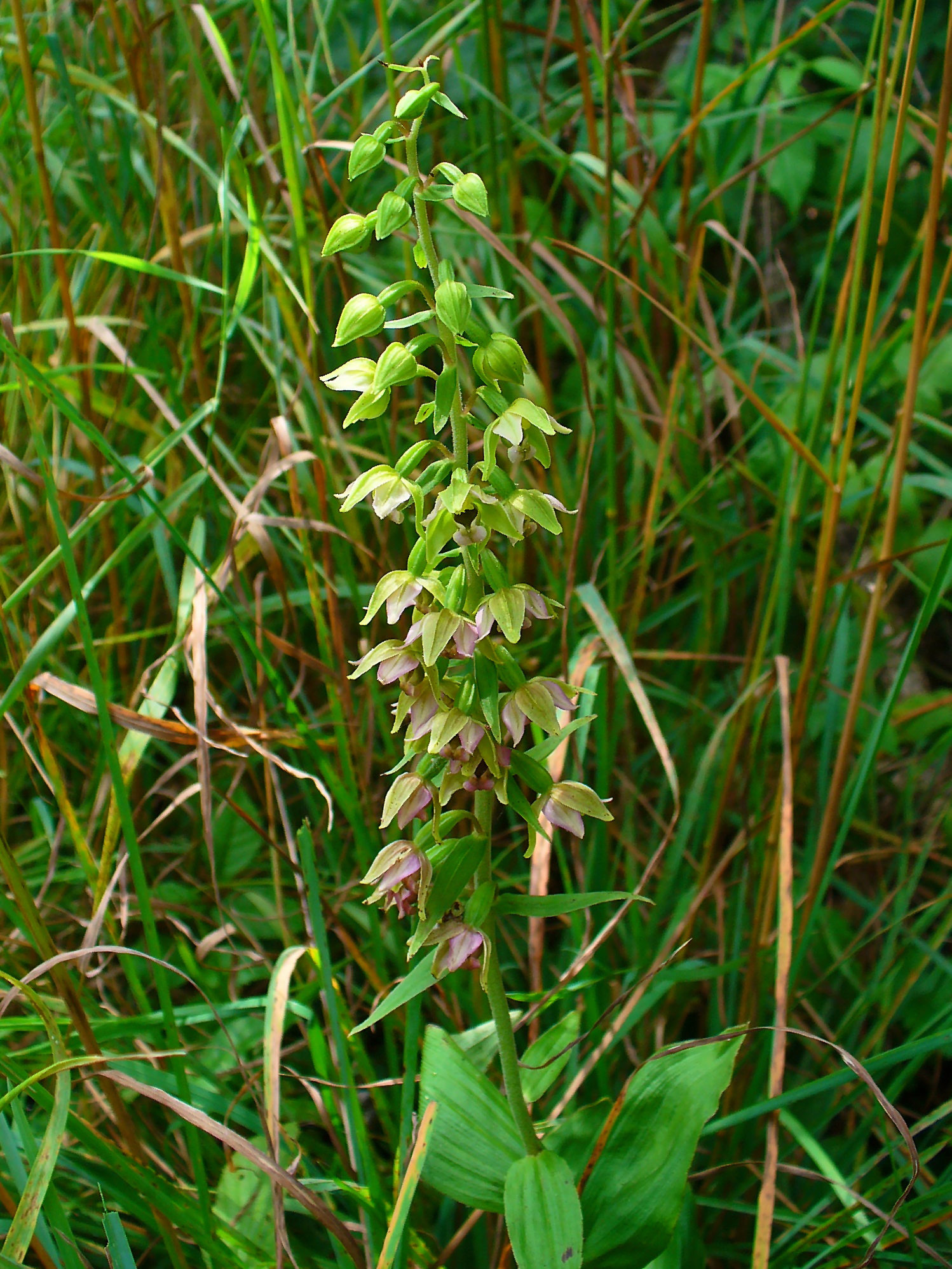
Breitblättrige Stendelwurz (Epipactis helleborine)
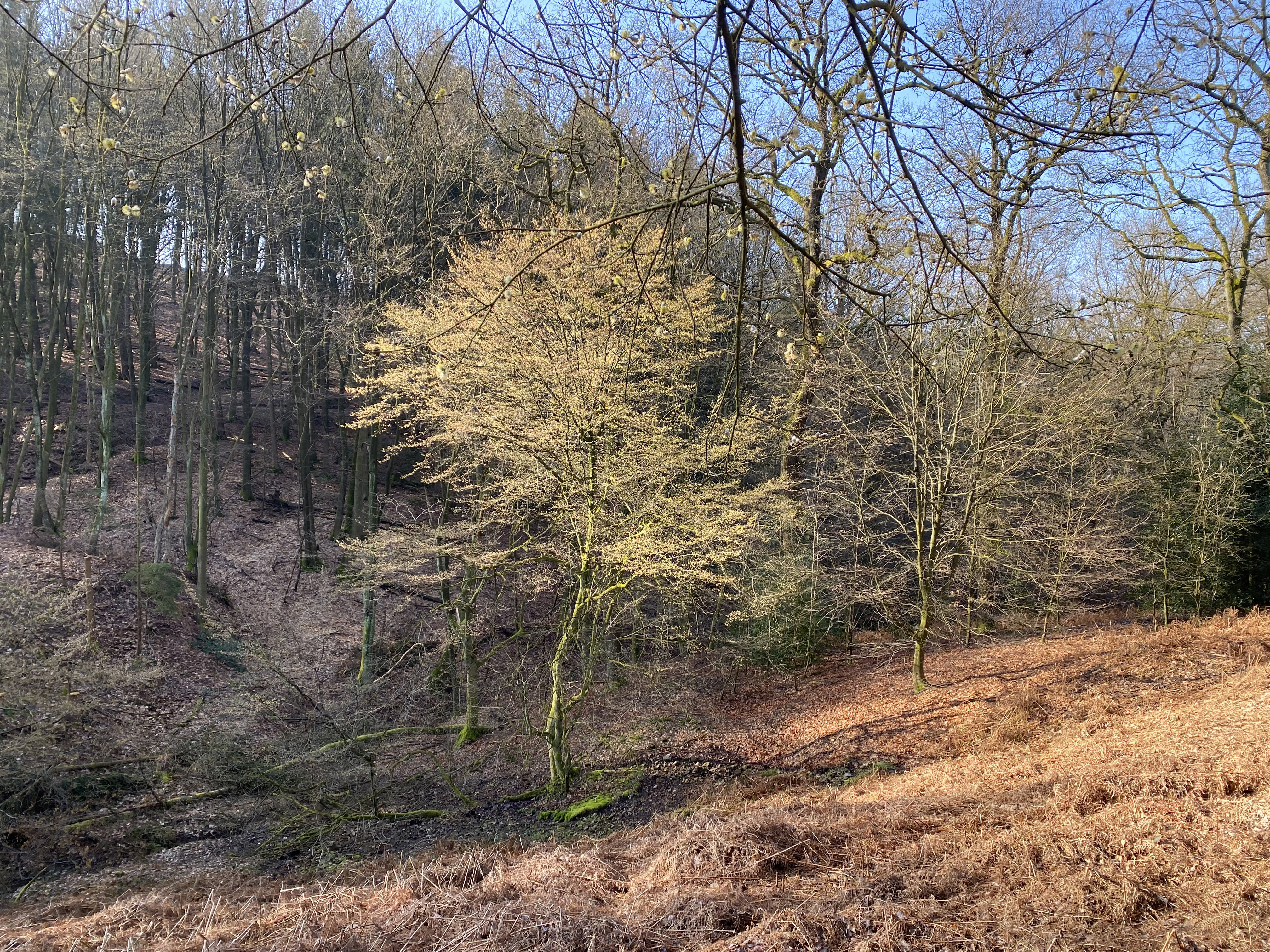
Kerbtal Platzer Siepen
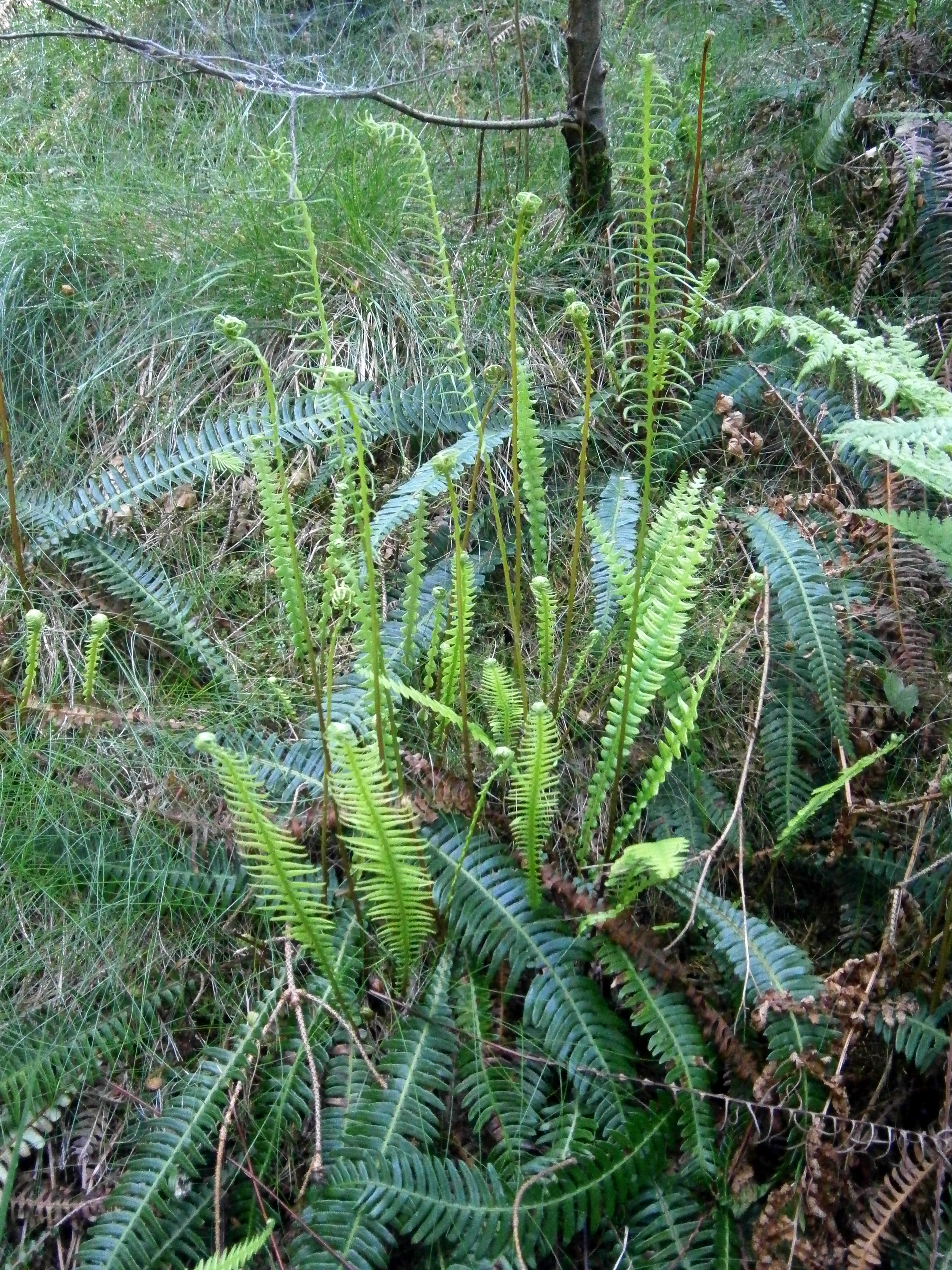
Rippenfarn (Struthiopteris spicant, Syn.: Blechnum spicant)